# Bryolymnia atriceps
Bryolymnia atriceps là một loài bướm đêm trong họ Noctuidae.